# Esschestroom
L'Esschestroom ou Run est une petite rivière d'environ 7 km de long dans la province néerlandaise du Brabant-Septentrional.

## Bassin fluvial
L'Esschestroom naît à l'est d'Oisterwijk au confluent du Voorste Stroom et de l'Achterste Stroom et coule vers le nord-est. La rivière passe à Esch, dont elle tire son nom (courant d'Esch) et se jette dans le Dommel à Halder.

### Affluents
Deux ruisseaux : Rosep et Kleine Aa.